# 三井住友銀行
株式会社三井住友銀行（みついすみともぎんこう、英語: Sumitomo Mitsui Banking Corporation、略称：SMBC）は東京都千代田区丸の内に本店を置く、三井住友フィナンシャルグループ（SMFG）傘下の大手都市銀行。三菱UFJ銀行、みずほ銀行とともに、3大メガバンクの一角を占める。親会社のSMFGとともにSMBCグループの中核企業である。
大阪の住友グループ（旧住友財閥）と、東京の三井グループ（旧三井財閥）の両方に属する（「三井住友」も参照のこと）。

## 概説
2001年4月1日に住友グループの住友銀行と、三井グループのさくら銀行（三井銀行の流れを汲む）の合併により誕生した。前身の住友銀行は在阪三大都市銀行の一角であり、合併は住友銀行主導で進められた。経営統合にあたっては、2000年代以降、他のメガバンクで行われていた金融持株会社を設立してから銀行を合併させるのではなく、株式を上場する都市銀行同士の直接合併方式がとられ、あさひ銀行（現：りそな銀行）以来、最後のケースである。住友金属工業、住友化学とともに「住友御三家」の一つであり、三井物産、三井不動産とともに「三井新御三家」の一つである。
2002年12月2日に旧住友銀行の主要子会社であった日本総研、三井住友カード（旧住友クレジットサービス）との間で、共同株式移転による金融持株会社として、三井住友フィナンシャルグループ（SMFG）を新たに設立・上場している。2004年度、2007年度、2010年度は旧全国銀行協会会長行を務めた。
本項では特記しない限り、2001年に発足した初代法人と、2003年に初代法人を吸収合併（逆さ合併）した二代目法人（旧わかしお銀行）について、まとめて解説する。

### CI
コーポレートカラーは、緑色を基調とした若草色。和文ロゴタイプは前身の住友銀行およびさくら銀行それぞれのデザインに近づけた書体を使用している。屏風のような形を思わせる若草色のブランドロゴは、香港のグラフィックデザイナーであるアラン・チャン（陳幼堅）によりデザインされた。
広告等のキャッチコピーとして、2007年4月にSMFGが発表した中期経営計画のスローガン「LEAD the VALUE」を主だって使用している。当行単体では「いくぞミライ」のフレーズ・名称が使われている。

### 合併の背景
表面上は「将来を見据えての合併」と謳っているが、合併時の存続会社は住友銀行であり、発足した三井住友銀行の頭取職と三井住友FGの社長職を旧住友銀行頭取だった西川善文が兼務した。また合併比率も当時の株価を反映して1対0.6で決まり、実質的には旧住友銀行による旧さくら銀行の救済合併となった。
発足当時、かつての財閥（三井財閥・住友財閥）の枠を越えたことで話題になった。その歴史から、三井グループと住友グループの両方に属している。
サンフランシスコ講和条約による独立後、住友グループはほぼ戦前同様に集結したのに対し、三井グループは帝国銀行の分裂（第一銀行（現：みずほ銀行）と三井銀行）、グループ各社の他銀行との取引などメインバンクという点で遅れをとっていた経緯も関連している（詳細は「三井グループ」参照）。
1990年、三井銀行が規模を拡大する意図で太陽神戸銀行と対等合併する結果となった（行名は太陽神戸三井銀行。1992年、さくら銀行に改称）。規模は預金高ベースで、合併前は都市銀行13行中、下位に位置していた三井・太陽神戸両行が、合併の結果、第一勧業銀行（現在のみずほ銀行）に次ぐ第2位に拡大した。しかし1998年には、さくら銀行の株価は165円にまで落ち込んだ。
1999年に住友銀行とさくら銀行は「将来の統合を前提とした全面提携」を発表した。その後の動きとして、1999年にさくら銀行は単独で、個人向け融資やコンビニATM、ジャパンネット銀行（現：PayPay銀行）を設立した。
2000年に発表された合併比率は、さくら銀行の普通株式1株につき住友銀行の普通株式0.6株が割当交付されるもので、「さくら銀行1000株の価値＝住友銀行600株の価値」である。

### 西川頭取時代以降
西川善文頭取時代はバブル崩壊後での経済情勢に加え、いわゆる竹中プラン（2002年10月策定）の影響により、厳格な不良債権対策を迫られた。前身銀行（主に住友銀行）からの大口貸出先で不良債権比率の高かった三洋電機と三洋電機クレジット、カネボウ、ダイエー、フジタなどは債権放棄などの金融支援を順次実施した。

#### わかしお銀行との逆さ合併
同行が保有していた資産の含み益（約2兆円）を帳簿上に現実化させ、旧住友銀行が保有する有価証券の含み損（約8000億円）を清算させる為の手段として、
1. 旧さくら銀行が全額出資により、旧太平洋銀行の受け皿としてわかしお銀行を設立。
2. 2003年3月17日、SMFGの直接子会社となったわかしお銀行が初代三井住友銀行を逆さ合併の上、2代目三井住友銀行に改称。

合併に先立つ2001年3月上旬には、1986年に住友銀行が資本提携していたアメリカ投資銀行であるゴールドマン・サックスに対してSMFGが第三者割当増資を行い、優先株で1500億円を調達している。

#### UFJホールディングスへの経営統合提案
2004年5月、経営難に陥っていたUFJホールディングス（UFJHD）がUFJ信託銀行（現：三菱UFJ信託銀行）を住友信託銀行（現：三井住友信託銀行）へ売却する方向で固めていた。しかし同年7月、UFJHDが三菱東京フィナンシャル・グループ（MTFG）との経営統合を申し入れ、住信へのUFJ信託売却は白紙となった。これに住信が異議を唱えて合併差し止めの提訴をするなどし、これに触発される形で2004年7月30日にSMFGがUFJHDとの経営統合を提案するも、同年8月には三菱UFJフィナンシャル・グループ発足に向けての合意に達したことで頓挫した（→UFJ銀行#三井住友FGによる経営統合の申入れ）。
2010年11月1日、親会社のSMFGはニューヨーク証券取引所（NYSE）に上場。北山FG社長は、NYSEからブルームバーグテレビジョンの生放送で、主に投資家向けディスクロージャーの透明性を高めることが目的と説明した。

### 地域的基盤
前身の三井銀行と太陽銀行は首都圏、神戸銀行と住友銀行は関西地区を地盤としている。特に、住友銀行は在阪三大都市銀行（関西都銀）の一角を占めており、長らく大阪を拠点としていた住友グループの中枢企業であった。そのため、関西地区はグループ全体で強固な基盤を有しており、歴史的な関わりも深く、取引先も多い。かつては第二地方銀行の関西アーバン銀行とみなと銀行がグループ内に存在した（現在両行はSMBCグループを離れ、りそなホールディングス傘下となっている）。東海銀行（現：三菱UFJ銀行）ならびにその系列企業が圧倒していた中京圏（名古屋都市圏）の金融事情であるが、MUFGの発足に伴う、三菱系企業主導による再編を嫌う旧東海銀行系企業のMUFGからSMFGへの異動が見られる。三井住友銀行も従来手薄だった東海地区（中京圏）の支店を順次開設していたり、新たに名古屋銀行とATM相互開放して手数料を引き下げたりするなど基盤強化に務めている。
前身の神戸銀行との関係上、兵庫県や神戸市、その他兵庫県下のいくつかの市（姫路市・明石市・加古川市・加西市・西脇市・三木市・洲本市など）の指定金融機関となっている。SMBCが指定金融機関となっている都道府県は兵庫県のみである。また、神戸銀行時代から兵庫県内に大口取引先を多く抱えているため、東京・大阪とは別に神戸にも本店クラスの営業拠点（神戸営業部・神戸公務部、かつての神戸銀行本店→太陽神戸銀行本店→さくら銀行関西本部）を設置している。

### 格付
|         | 長期 | 見通し     | 短期 |          | スタンドアローン |
| Moody's | A1   | 安定的     | P-1  |          | a3 (BCA)         |
| S&P     | A    | 安定的     | A-1  | a (SACP) |                  |
| Fitch   | A-   | 安定的     | F1   | a- (VR)  |                  |
| R&I     | AA-  | ポジティブ | a-1+ | -        |                  |
| JCR     | AA   | 安定的     | J-1+ | -        |                  |

（2022年12月現在）
- Moody's：ベースライン信用リスク評価
  - BCA=Baseline Credit Assessment
- S&P：スタンドアローン評価
  - SACP=Stand-Alone Credit Profile
- Fitch：存続性格付
  - VR=Viability Rating

## 営業拠点

### 現在存在する営業拠点

#### 本店営業部
- 三井住友銀行本店ビルディング

東京・丸の内の三井住友銀行本店ビルディング内に置かれている。以前は有楽町の日比谷三井ビルディング（旧さくら銀行東京営業部。その前は三井銀行本店）に置かれており、本部機能（親会社も同様に、本部機能が分散されている）は、当時の本店所在地だった東京・日比谷と、同じく当時の東京営業部所在地であった東京・丸の内にある新住友ビル（大手町本部ビル）内に存在した。2014年11月17日より、大手町の三井物産ビルディングの建替えに伴い、同ビル内にある三井物産ビル支店を一時的に取り込んでいる。

#### 東京営業部
- 三井住友銀行本店ビルディング東館

本店営業部にブランチインブランチとして同居している。同行では前身行（旧住友銀行東京営業部）時代から名称が変わらず存続している唯一の営業部である。新住友ビルに存続していたが、取り壊し時に現在地に存在する（同行では、旧本店を「日比谷」、東京営業部を「大手町」と呼んでいた）。
跡地は、三井住友銀行の東館として、2015年夏に竣工しているが、東京営業部は本店ビル内へ留まり、東館の地下に、エーティーエムサービス東日本支店管轄の店舗外ATMのみ設置される形となっている。その後、SMBC信託銀行の本部を東館に入居させ、4Fには近隣から移転してきた同信託銀行の大手町支店を入居させ、本店営業部窓口として営業することになった。

#### 大阪本店営業部
- 大阪本店営業部（三井住友銀行大阪本店ビル）

大阪・北浜の「住友村」にある三井住友銀行大阪本店ビルに置かれている。在阪三大都銀の一角であった旧住友銀行本店時代から同一所在地に存在する。西日本の本部であり、副頭取がトップとして駐在。関西全域で大学やスタートアップ企業と連携する「関西成長戦略室」が設置されている。2018年より御堂筋沿いにあった備後町支店をブランチインブランチとして受け入れている。

#### 神戸営業部
- 神戸営業部

神戸市中央区の旧居留地の三井住友銀行神戸本部ビルに置かれている。神戸本部。旧神戸銀行本店→旧太陽神戸銀行本店・神戸本部→旧さくら銀行神戸営業部・関西本部の流れによる。特筆的なところとして、神戸本部は前身行の一つである神戸銀行時代から、何度も合併・再編を繰り返し、営業所名称も変更されつつも同一所在地で本部を有する（三井銀行の西日本の本部は高麗橋にある「大阪営業部」つまり現在の大阪中央支店の地にあったが、さくら銀行時代には西日本の本部は大阪ではなく神戸にあった）。
以上の4か所に分かれている。2010年10月18日、本店営業部を三井住友銀行本店ビルディングに集約した。これにより、本部機能は一部部門と、新住友ビル内にある東京営業部の窓口を除き、大手町・日比谷両地区のセクションは原則全て新本店ビルへ集約された。

### かつて存在した営業拠点

#### 千代田営業部
東京・神田神保町に置かれていた。登記上・法人格上の存続会社（旧わかしお銀行）の旧本店営業部であり、旧わかしお銀行の店舗を統括するコミュニティバンキング本部の統括店（2005年4月1日付で廃止）であった。支店コードは、合併前より「001」を使用していた。2012年10月15日、神田小川町に移転の上、神保町支店に店名変更された。支店コードは、所在地移転及び店名が変更された現在も引き継がれている。

#### 九段営業部
東京・九段に置かれていた。旧さくら銀行本店営業部。店番「088」を使用していた。さくら銀行の前身行である太陽神戸銀行の東京営業部（東京本部）であったが、2002年11月18日、本店営業部に統合され消滅（営業窓口としては太陽銀行本店時代からの営業部である）。九段営業部が入居していたビル（東京堂千代田ビル）には、2003年からあおぞら銀行本店が入居していたが、2017年に移転した。
海外については、主要都市にホールセール拠点を有しており、日系および非日系大手企業取引を推進する。

### 支店の統廃合

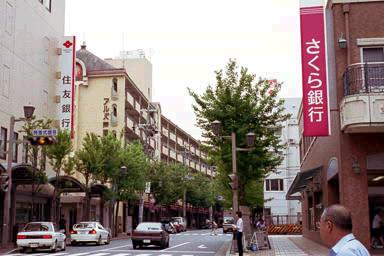
合併直前の様子（住友銀行芦屋北口支店・さくら銀行芦屋駅前支店）

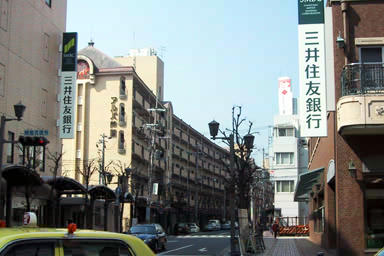
合併直後の様子（のちに芦屋北口支店は芦屋駅前支店に統合された。

「住友銀行 芦屋北口支店」、「さくら銀行 芦屋駅前支店（旧太陽神戸銀行 芦屋駅前支店）」のように、近隣に支店が2つ以上ある場合は、どちらかの支店の名称を変更（上記の場合は、住友銀行 芦屋支店の支店名を芦屋北口支店に変更）した。その後、銀行の勘定系システム統合後に重複していた支店の統廃合を進めた。主な例を下記に挙げる。
- 住友店が存続：旧さくら銀行 難波駅前支店が旧住友銀行 難波支店に統合
- さくら店が存続：旧住友銀行 高麗橋支店が旧さくら銀行 大阪中央支店（旧・三井銀行 大阪支店）に統合

2023年からは郊外または地方都市の商業施設（ショッピングセンターや百貨店など）に小型店舗を新設した上で近隣の既存店舗を都市部の大型店舗への統合を順次進めている。

## 業務部門
個人部門、法人部門、企業金融部門、市場営業部門、国際部門、投資銀行部門及び各種本社部署・関連子会社からなる。他行に先駆けた個人顧客分野への取組を実施しており、旧行時代末期から国内営業店組織を個人営業の「支店」、中小法人営業の「法人営業部」（住銀時代は「法人部」）に分けている。

### リテール部門
「支店」「エリア」という名称の組織からなり、個人顧客宛金融商品販売業務、コンサルティング業務の深化を目指す。中期経営計画では投資信託、年金販売、証券仲介及び保険販売を注力分野としている。

#### SMFG各社との連携
SMBC信託銀行
2015年11月1日付けで、シティバンク銀行のリテール部門を継承し、SMBC信託銀行の「プレスティア部門」として、営業開始されたが、これに先だって、同年4月より、シティバンク銀行のキャッシュカードを三井住友銀行ATMで利用した場合は、自行カードと同じ条件で引き出しが可能となった。また、SMBC日興証券への証券仲介業務も行うようになった。
SMBC日興証券
2010年10月15日付で子会社となったSMBC日興証券が、三井住友銀行を所属行とする銀行代理店業務の認可取得により、同年10月18日から東北6県と四国4県の県庁所在地のSMBC日興証券の支店での円普通預金・定期預金の新規取引の媒介業務の取り扱いを開始し、該当する支店にはと三井住友銀行の通帳記帳・繰越機の設置を開始した。
SMBCコンシューマーファイナンス（プロミス）
2004年にグループ入りした大手消費者金融のプロミスは、2000年にさくら銀行と三洋信販が主体となって設立した銀行系消費者金融のアットローンと当行の3社間で個人向け消費者ローンの提携（カスケードスキーム）事業を通じて、2005年（平成17年）4月から三井住友銀行カードローンの発売を開始。2009年からは自動車ローン・教育ローン等、当行の個人向け無担保証書貸付融資の信用保証（連帯保証）受託業務も担当している。2010年10月20日以降、プロミスの新型有人拠点（お客様サービスプラザ）にアットバンク(アットバンクブランド終了後は、SMBC日興証券設置分と同じ対応となった)が順次設置された。2012年7月1日、社名をSMBCコンシューマーファイナンスに改称した。なおサービス・ブランド名としては、引き続き「プロミス」（新ロゴマークに変更）が使用されている。

### ホールセール部門
- コーポレートバンキング本部

「法人営業部」「法人エリア」からなり、法人融資・預金為替業務部のみならず、各種金融商品関連、アドバイザリー業務に注力。中期経営計画ではエクイティ投資含めた中小企業育成、地公体・地銀との連携による地方経済への噛みこみなどを掲げている。
- グローバルコーポレートバンキング本部

上場企業クラス・日系グローバル企業を担当しており、東京・名古屋・大阪の「営業部」から成る。通常「本店営業第x部」という名称がついており、業種単位となっている。たとえば商社は主に本店営業第三部が所管する。
- コーポレート・アドバイザリー本部

2006年4月より「コーポレート・アドバイザリー本部（CA本部）」が新設され、ホールセール部門の顧客に対して、アドバイザリー業務強化を目指すダブルフロント体制を敷いている。具体的には上場クラスの企業に対して、事業再編、資本政策、などの提案を実施し、必要に応じて海外拠点、SMBC日興証券や関係の強いファンドと協働する役割を担うことで同行グループの金融ソリューション能力向上を目指す。
- プライベート・アドバイザリー本部

2007年4月より「プライベート・アドバイザリー本部（PA本部）」を新設し、リテール部門・ホールセール部門の共管業務を担当する。具体的には、プライベートバンキング、職域取引、事業承継の強化である。
- ファイナンシャル・ソリューション本部

銀行本体では、主に国内に於ける仕組みもののデットファイナンスを所管し、ストラクチャードファイナンス営業部、シンジケーション営業部、不動産ファイナンス営業部、アセットファイナンス営業部などからなる。営業体制としては、ホールセール部門（グローバルバンキング部門）の各営業部が顧客窓口となり、デットファイナンスのソリューションについてファイナンシャル・ソリューション本部各部が専門的に提案・取組をするというダブルフロント体制となっている。また、金融商品営業部はデリバティブ商品や仕組物の組成販売を手がけ、また企業情報部はM&A業務を手がけるが、これらは本当の意味での投資銀行業務である。

### 市場営業部門
資金・為替などディーリング・トレーディング業務を主に担当しており、大規模海外拠点の資金繰含めて所管する。元ラグビー日本代表監督であった故宿澤広朗は、本分野での勤務経験が長く、かつてはロンドンでディーラーを担当していた。

### グローバルバンキング部門
主に同行の海外拠点業務を担当する。日系企業の海外各地に於ける業務サポート、グローバル非日系企業宛取引推進、日系・非日系ストラクチャードファイナンスの推進などが主業務。
地域本部制をとっており、アジア大洋州本部（シンガポールベース）、米州本部（ニューヨークベース）、および欧州本部（ロンドンベース）では、地域本部長の下で、ある程度現地での裁量が認められている。
また日系取引については国内法人部門との連携が重視されており、グローバルアドバイザリー部が設置されている他、中国現地法人日系取引については、2010年度（平成22年度）より業務推進の所管が国内法人部門となった。

### コーポレートスタッフ部門
経営企画部、財務企画部、システム統括部、人事部、総務部、広報部、品質管理部などからなる。

### 事務関連子会社
同行は合併当初から、各種事務（バックオフィス）を支店から分離・集中処理する体制を築き上げ、経費率の著しい低下を目指してきた。融資ミドルバック業務は融資集中部に、外為関連バック業務は外為事務部に集約しており、それぞれ2003年2月に「SMBC融資事務サービス」、1994年12月に「SMBCインターナショナルオペレーションズ」という名称の別会社を設立した。また各営業店に於ける預金為替業務も支店サービス部という部署に分けられており、個人宛金融サービスを行う支店とは別組織となっている。
2014年10月に三井住友銀行は「SMBCインターナショナルオペレーションズ」を吸収合併した。この合併に伴い三井住友銀行に「グローバルサービス推進部」と、部内室として「外国為替受託室」を、また、営業店組織として「グローバルサービス部」を設置した。

## 基幹システム関係

### ICキャッシュカード関連
三井住友銀行ではICキャッシュカードを発行している。生体認証には手指静脈を用いる。従来からの磁気ストライプ記録データでの取引よりも、ICチップ記録データでの取引、さらにICチップ記録データと生体認証とを組み合わせた取引となるにつれてデータの信頼度が向上するとされ、ATMで取引できる上限金額を高く設定できるようになっている。
2017年時点で、窓口で即時発行したICキャッシュカード（対象となるのは、一般デザインの普通預金キャッシュカードのみ。他のデザインや普通預金以外の科目のカードなどは即時発行の対象外）はエンボスレスカード、郵送で届けられるカードはエンボスカードでの発行となる。
2023年現在、ICキャッシュカードの即時発行は行っていない。

### 総合口座通帳の対応科目
2016年より、総合口座の「普通預金・貯蓄預金」通帳が冊子の在庫払拭次第廃止され、代わって、普通預金通帳兼用の通帳に変更され、表紙の口座番号の下に「≪総合口座≫」と印字される（以前は、総合口座ではないSMBCポイントパック契約口座となっている通帳に於いて、「残高別金利息型普通預金」と表示されていた。総合口座普通預金の冊子が普通預金通帳の冊子を用いる形となったことで、「≪総合口座≫」が印字されたSMBCポイントパック契約口座の場合、「残高別金利型普通預金」の文字は、見開きページ部分に表示がされる）。印字可能ページ数は11ページであり、総合口座兼用となる前から変わらない。
これにあわせて、総合口座通帳としても使用するため、別冊子となる貯蓄預金や定期預金等の口座番号が見開きページに記載されるようになり、従来の普通預金通帳にはなかったいくつかの欄が新たに設けられた。

## 個人預金業務の新展開

### SMBCポイントパック
2007年3月12日より「One's plus」の改定が行われ、One's plus契約者で一定条件（30万円以上の預金残高、ウェブ通帳、三井住友VISAカード・セディナの引き落としがある、等）を1つでも満たしていれば、三井住友銀行の自行ATMだけでなく、セブン銀行・イーネット・ローソンATMのコンビニATMでも、24時間手数料が一切かからなくなる（月4回まで）ほか、三井住友銀行本支店間の振込手数料が、インターネットバンキング（Web）・モバイルバンキング・テレホンバンキング（無人対応）で無料となる。
紙の預金通帳を「ウェブ通帳」に変更するだけでも条件を満たすので、日本の三大銀行で一番簡単に無料利用ができる。2008年10月6日より、「One's plus」は「SMBCポイントパック」、「One'sダイレクト」は「SMBCダイレクト」へとそれぞれ改称されている。
2017年10月1日に、SMBCポイントパックのサービス内容が改定され、上記の条件のうちローンの借り入れ、カードローンの契約が対象外となり、SMBCデビットの契約が条件に加わった。また、コンビニATMの手数料無料回数が月3回になった。さらに、15歳となる誕生月の初日～25歳となる誕生月の末日の間は、無条件で上記の優遇が受けられる。
SMBCポイントバックのサービス内容が改定され2021年7月末判定より優遇サービスの条件が改定になる。また4月5日付でコンビニATM手数料を改定する。
今まではいずれか1つの条件を満たしていればコンビニATMの手数料無料回数が月3回ついていたが、改定後は実質ステージ制方式になり、お取引状況に応じて最大3回に変更される。
なお、この契約がされている普通預金（総合口座普通預金を含む）は、「残高別金利型普通預金」となっており、口座残高に応じて、利息の利率が変動する。2023年11月22日に新規受付を停止した。

### SMBCファーストパック
この新しいOne's plus（現：SMBCポイントパック）に、One'sダイレクト（現：SMBCダイレクト）と三井住友VISAカード、および特典を付加した「SMBCファーストパック」が同日から提供される。これに伴い、類似の現行商品「One's Style」は、2007年3月12日から新規申込みが終了されるが、「One's Style」の特典は基本的に「SMBCファーストパック」に引き継がれ、むしろ、三井住友VISAカードの年会費が永年無料になったり通帳発行型も選択可能になったり40歳以上の個人顧客も申し込みが可能になったりするなど、「SMBCファーストパック」のほうが特典が拡大している。
ただし、クレジットカードの年会費については、2011年2月1日に規定が改定され、永年無料は従前からの利用者を含め条件付となっている。
前述の「One's Style」は、2016年7月11日を以て廃止される。セットになっている物を一つも解約していない場合(ひとつでも、解約があった場合は、「One's Style」自体が解除という扱いとなる)は、基本は「SMBCポイントパック」がそのまま適用され、クレジットカードの年会費は徴収されるが、「SMBCファーストパック」に切り替えた場合は、取引により、年会費の優遇が受けられる場合がある。
2018年3月1日からSMBCデビット（Visaデビット）一体型キャッシュカード及び三井住友VISA SMBC CARDの取扱を開始したことにより店頭での新規受付が停止された。2023年4月17日にはSMBCダイレクトからの新規受付も停止となり、以後は既存契約者のみ利用可能となっている。

### 外貨宅配サービス
近年、地方銀行・第二地方銀行との提携による外貨宅配サービスの受託を行っているが、これまでこのサービスを主に手がけてきた香港上海銀行在日支店が、2010年（平成22年）までにMoneyportの受託を順次打ち切り、最終的に同年までに終了させたため、当行がその受託をこれまでHSBCと提携してきたほとんどの地銀・第二地銀の受け皿となっている。なお、日本円に戻すサービスも行っているが、こちらについては、SMBC以外へ振り込みを依頼してもSMBC宛に振込を依頼した場合と手数料が変わらないよう優遇している。
2019年4月1日をもって、地方銀行との提携も含め、外貨宅配サービスの取扱を終了し、以降はトラベレックスジャパンへの取り次ぎとなっている。

### 商品の合理化
三井住友銀行では、2006年3月13日より貯蓄預金と新型通知預金《Can》の新規口座開設を停止した。
One'sダイレクトでの開設については、2006年（平成18年）4月17日で停止。
貯蓄預金の口座開設停止については、都市銀行ではりそな銀行・埼玉りそな銀行に次ぐ対応であった。
2023年10月、既存の利用者に半年後を目処として強制解約の通知がなされ、実施完了次第終了される。
この対応以後、三井住友銀行では現在、普通預金と貯蓄預金とで利率が同率に設定されているが、それでも、利息決算日の点で異なる商品となっている（下記「利息決算日」を参照）。
なお、残高別金利型普通預金『One's plus』は、登場当初より、普通預金の特徴に貯蓄預金の元来の特徴である優遇金利を組み合わせた特徴も持ってきたが、利用状況によっては「ワンズプラス利用料」として月210円徴収されることもあった。これについては、貯蓄預金の口座開設を停止してからほぼ1年が経過した2007年2月21日から無料である。
2010年9月27日を以って、テレビ電話を利用したコンサルティングマシン「Bank TV」が廃止された。最終的な設置拠点はセブン銀行の有人拠点6ヶ点と、ドコモショップ3店舗（アットバンク設置店）であった。全拠点で住宅ローンおよび資産運用の相談に対応しており、加えてドコモショップ設置分では、ドコモの通話料金の口座振替申し込みと普通預金の口座開設（口座店は、いずれも東京営業部に固定されていた）が可能であった。

## 利息決算日
普通預金およびSMBCポイントパックは2月・8月の第3日曜日の翌営業日付、貯蓄預金は毎月第3日曜日の翌営業日付で利息が付与される。利息決算日はそれぞれ、利息が付与される日の前日である。

## ATM利用時の時間外手数料
毎月25日と26日は、口座の預金残高に関わらず、8時45分以前と18時以降もATM時間外手数料が無料である。但し、三井住友銀行のキャッシュカード利用時のみが対象。25日が土曜・日曜・祝日と重なる場合はその前の窓口営業日、26日が土曜・日曜・祝日と重なる場合は、その次の窓口営業日が終日無料。
また、戦略的提携により「店舗外」の三菱UFJ銀行ATMで自行と同様に使うことができる。対象のATMかどうかは現地のATMにおいて「有料」になるか「無料」で使えるかのステッカーが貼り出されているが、ホームページでATMを検索する際にも絞り込むことで確認ができる。これによりATMの統廃合が進んでいる。通帳記帳は双方の銀行のみでしかできない。

## コンビニATMの手数料
2021年4月5日、コンビニATMの利用手数料の改定が行われた。自行ATMの利用が高くなる毎月25日と26日（25日が銀行休業日にあたる場合はその前の営業日、26日が銀行休業日にあたる場合はその翌営業日）は日中時間帯の手数料無料化および早朝・夜間時間帯の手数料の値下げが行われ、逆に通常日は手数料が値上げされた。
手数料体系は以下の通りで、消費税込み、取引1件あたりの手数料となる。
- 通常日
平日8:45~18:00：220円
それ以外の時間帯：330円
- 毎月25日、26日
8:45~18:00：無料
それ以外の時間帯：110円

なお利用できる取引は預け入れ、引き出し、キャッシュカードによる電信振込（イーネットATM、ローソン銀行ATM）である。セブン銀行ATMではキャッシュカードによる電信振込はできない。

## 海外展開の推進

### 今後の海外展開計画
北山会長は2010年末、主要メディアへのインタビューに応じ、SMFGの業務純益ベースで、国債売却益など市場部門を除いた利益に占める海外事業の比率を、最大50%程度まで高める方針との考えを示した。2010年上期の、市場部門以外の業務純益に占める海外事業の割合は約22%であり、2012年度までにまずは30%に増やすことを目指す意向。その他、インタビューからの主な抜粋は以下の通り。
- 重点地域は「アジアが最優先」とし、欧米や地元企業取引を拡大するために、アジアでのネットワーク拡充に力を注ぐ。アジアに投資する海外企業向けの融資業務を強化するため、海外での事業買収や資本提携を加速。
- 中華人民共和国では、昨年開設準備認可を取得した深圳支店など2拠点を順次開業し、15拠点体制を確立。
- マレーシアについても、今春にフルバンキング業務が可能な現地法人を開業し、イスラム金融などに力を入れる方針。現地の人員を強化するほか、企業買収、合弁会社設立などの中で最も効果のある手法をとる。

### 主な業務提携先
(%)は出資比率
- ベトナム輸出入銀行（15%）
- 英国バークレイズグループ（数%）
- 台湾第一商業銀行（数%）
- 香港東亜銀行（数%）
- インドコタックマヒンドラグループ（数%）
- マレーシアRHBグループ
- インドネシアBCA（バンク セントラル アジア）

## 中小企業向けビジネスローン
他行に先駆けて開拓した分野が中小企業向けビジネスローンである。ビジネスセレクトローンという名称の商品は、年商10億円程度までの小企業向け無担保ローンで、原則として最大5000万円、期間は3年程度であり、これまで保証協会の保証貸金しか融資を受けられなかった中小企業の資金繰に旋風を起こした。
銀行での審査方法も、2期分の決算書と各種公的証明書から、過去のデータに基づき、適切な金利と金額を算出するという割り切ったもの。同趣旨のクレセルローン（ビジネスセレクトローンより若干規模の大きい会社を対象）含めて、貸出残高は2兆円に迫り、他行の追随を許さない。
またインターネット上で、融資審査に必要な財務諸表を、e-Taxの確定申告データで電子送付するWeb申告データ受付サービスを利用することを条件に、融資時の利率の優遇を行うWebレポートローンという画期的な商品もある。

## サステナビリティ
- 三井住友銀行は、環境問題を重要な経営課題と認識しており、地球環境保全と企業調和のため、継続的な取り組みを行い、社会・経済に貢献する旨を「グループ環境方針」にて定めている。本環境方針に則し、当行が関与するプロジェクトにおいて環境・社会への配慮がなされ、当行の企業としての社会的責任(CSR)を果たすとともに、より高品質の国際金融サービスを提供していくことを目的として、2006年1月に「エクエーター原則」を採択している。[19]
- 企業の温室効果ガス（Greenhouse Gas）排出量の可視化クラウドサービス「Sustana（サスタナ）」を開発し、法人のお客さまの脱炭素経営の実現を支援している。[20]
- 気候変動管理・会計プラットフォームのリーディングカンパニーである米パーセフォニ社とGHG排出量可視化サービスの提供における基本合意書を締結し、お客さまに対してサービス提供を始めている。[21] また、基本合意書締結に加え、三井住友銀行は自行のGHG排出量可視化のために、パーセフォニのプラットフォームを長期導入している。[22]

## 沿革
- 1996年（平成8年）6月6日 - 株式会社わかしお銀行設立（第一相互銀行から普銀転換し、後に経営破綻した第二地方銀行である太平洋銀行からの営業譲受を目的とした受け皿銀行）。
- 2001年（平成13年）4月1日 - 住友銀行がさくら銀行を吸収合併、株式会社三井住友銀行（初代）発足。
- 2001年（平成13年）6月 - 子会社だったさくら信託銀行の全株式を中央三井信託銀行に売却する。
- 2002年（平成14年）12月2日 - 三井住友銀行の単独株式移転により、三井住友フィナンシャルグループが発足。
- 2003年（平成15年）3月17日 - わかしお銀行が、三井住友銀行（初代）を吸収合併。第二地方銀行から都市銀行に転換し、株式会社三井住友銀行（2代）に商号変更。
- 2009年（平成21年）10月1日 - 日興コーディアル証券（現：SMBC日興証券）を完全子会社化。
- 2013年（平成25年）10月1日 - ソシエテジェネラル信託銀行を完全子会社化、同社はSMBC信託銀行に改称。
- 2019年（令和元年）7月5日 - 三菱UFJ銀行と提携して、同年9月22日から店舗外ATMの共同利用（他行ATM利用手数料の一部無料化）を開始すると発表[23]。
- 2021年（令和3年）10月13日 - システム障害が発生。
- 2022年（令和4年）5月10日 - 同年4月30日から発生したシステム障害について、金融庁は報告命令を出した[24]。
- 2024年（令和6年） - トレードワルツに出資[25]。

### 母体行

#### 財閥系銀行
三井銀行
越後屋・三井八郎右衛門高利が興した越後屋三井両替店がその起源であり、三井住友銀行側も同店を自らのルーツとして位置付けている。戦時中第一銀行を一時合併して帝国銀行（1943年 - 1954年）と名乗ったが、戦後に第一銀行の再分離により解体、その後も財閥商標の使用が禁じられたこととの兼ね合いでしばらくこの名称が用いられた時期がある（詳しくは三井銀行の項を参照のこと）。
住友銀行
泉屋・住友吉左衛門友信が江戸寛文年間に興した泉屋両替店がその起源であり、住友財閥の中枢として機能した。戦後、財閥商標の使用が禁じられ、本店所在地から大阪銀行（1948年 - 1952年）と改称していた時期がある（詳しくは住友銀行の項を参照のこと）。

#### 中規模財閥系都市銀行
神戸銀行
1936年（昭和11年）大日本帝国政府の「一県一行主義」の方針に従って、岡崎藤吉が1917年（大正6年）5月8日に開業した神戸岡崎銀行を中核として成立した銀行。岡崎財閥は岡崎汽船や朝日海上火災保険（現：あいおいニッセイ同和損害保険）等全国的な事業展開をしていたため、合併成立後の神戸銀行も都市銀行とみなされた。したがって、大阪、名古屋、東京にも幾つかの店舗が存在したが、店舗網の大半は兵庫県下に存在していた。なお、戦時統合で神戸貯蓄銀行と神戸信託を合併。後者はのちに東洋信託銀行（現：三菱UFJ信託銀行）の設立に際し、その事業を譲渡。その後も日本クレジットビューロー（現：ジェーシービー）やオリエント・リース（現：オリックス）の設立に出資するなど、どちらかといえば三和銀行（現：三菱UFJ銀行）に近い存在であった。
むしろ住友銀行とは、兵庫県内においては、神戸銀行系であった阪神相互銀行（普銀転換後は阪神銀行）と、住友銀行系であった兵庫相互銀行（兵庫銀行へ普銀転換した後に経営破綻。その後、受け皿銀行としてみどり銀行が発足した。）の競合もあり、ライバル関係にあった。その後、兵庫県南部を基盤とする第二地銀であるみなと銀行（阪神銀行を存続行として、再破綻したみどり銀行を救済合併）が三井住友銀行グループであること、三井住友銀行に神戸営業部および神戸公務部があること、三井住友銀行が神戸市および兵庫県の指定金融機関であることは、いずれも、この神戸銀行が源流にある。また、現在でも兵庫県内での拠点数は他のメガバンクより多く、西播磨・北播磨・丹波・但馬・淡路県民局管内にはメガバンクは三井住友銀行のみ支店を構えている（すなわち、兵庫県の全県民局管内に支店を構えるメガバンクは三井住友銀行のみである）。また、兵庫県内では旧神戸銀行の支店が存続していることが多いが例外もある（例：三宮支店の場合、所在地は旧住友銀行の三宮支店（三宮センター街）だが、支店コードは旧さくら銀行の三宮支店を受け継いで410となっており、営業上は旧さくら銀行（旧三井銀行）の三宮支店が存続している扱いとなっている。合併後しばらくの間、旧住友銀行の三宮支店が「三宮南支店」（支店コード522）、旧さくら銀行の三宮支店（そごう神戸店の1階にあった）が「三宮支店」として共存していた）。
十五銀行
1877年（明治10年）に岩倉具視の呼びかけに応じた有力華族の出資により国立銀行条例に基づく銀行として設立された銀行。「華族銀行」と称され、当時の全銀行総資産の半数近くを保有した。1920年には、浪速銀行、神戸川崎銀行および丁酉銀行の3行を合併し、市中金融の強化を図ったが、1927年（昭和2年）の昭和金融恐慌により事実上倒産。1944年に帝国銀行に吸収され、帝銀分割時に大部分の店舗は新帝銀（→三井銀行）に承継された。

#### 地方銀行
河内銀行
1952年（昭和27年）設立の戦後地銀。東大阪市を中心とした大阪府東部の商工業向け金融機関であった。
東都銀行
1900年（明治33年）高田農商銀行として東京府豊多摩郡高田村（現在の東京都豊島区）で開業。長らく本店1店舗のみの銀行として存在し、国土計画興業（現在のプリンスホテル）の堤康次郎が経営していた。戦後の1951年（昭和26年）に華僑資本の導入を目指して亜東銀行と改称するが頓挫。翌1952年（昭和27年）、鮎川義介の手により中小企業復興のための銀行・中小企業助成銀行として再出発した。1958年（昭和33年）東都銀行と改称。以降東京の地銀として存在していた。

#### 相互銀行・第二地方銀行
太陽銀行
1940年（昭和15年）、東京川崎財閥の相生無尽を中心として東京市内の無尽会社5社が合併し、成立した 大日本無尽 が起源。その後同社は政府の勧奨に基づき相互無尽1社を除く東京府内の無尽会社を統合。終戦までに神奈川県・埼玉県・山梨県および長野県下の無尽会社を統合した。戦後、日本無尽と改称。相互銀行法の制定により相互銀行に転換。日本相互銀行 と改称した。この時点で相銀界のリーディングカンパニーとして、ときわ相互銀行（現在の東日本銀行）や第一相互銀行が経営危機に陥った際には、率先してこれを支援した。太陽生命保険と提携して業績を拡大。やがて高度経済成長で中小企業だった取引先と共に日本相銀も急成長し、その一方で相銀特有の零細融資である相互掛金の取扱高は減少する事態になり、大蔵省から河野社長を迎えた頃はもはや地銀上位行を凌ぐ内容であった。こうして1968年（昭和43年）普通銀行に転換し、太陽銀行と改称。同時に都市銀行の一角に加わった。
平和相互銀行
戦前は東北林業という名の会社であったが、終戦直後看做無尽の日掛金融を営業して急成長し、相互銀行法の制定で相互銀行に転換。平和相互銀行となった。駅前から住宅地まで首都圏随一の店舗網、夜7時までの窓口営業、都銀各行と提携しATMではどの銀行のキャッシュカードでも使用可能とする等、当時最も便利な銀行であった。しかし、創業以来小宮山英蔵ならびに小宮山一族がオーナーとして君臨し、グループ会社の太平洋クラブ等に対する不明瞭な融資や放漫かつ乱脈融資で知られ、「闇の紳士の貯金箱」とも揶揄された。1986年（昭和61年）についに破綻し、住友銀行に救済合併された。旧平和相互銀行の若手行員の中には合併後十数年の出世競争に生き残り、三井住友銀行の部店長にまで昇進した例が複数あることも事実である。旧平和相互銀行本店は1990年代まで「第二東京営業部」として存置され、同行の店舗は店番が800・900番台として区別された（支店番号としては統合されてはいるものの2017年現在も存続）。

わかしお銀行
戦前相互無尽という名の無尽会社として東京・神田神保町で開業。大日本無尽への統合にも加わらず独立を守り、戦後、 「第一相互銀行」に転換後経営危機を迎え、日本相銀の支援を受けるも再建後は富士銀行に接近して救済合併を免れた。しかし1989年（平成元年）、当時の小林社長による乱脈経営で行き詰まり、太陽神戸銀行ほか都銀数行による管理体制に入る。同年10月第二地銀に転換し、太平洋銀行となるもバブル崩壊による経営危機で遂に破綻。受け皿銀行としてさくら銀行全額出資のわかしお銀行が設立された。以降、太平洋銀行を承継した同行は東京の第二地銀として中小企業金融を中心に営業していた。2003年（平成15年）3月に、（旧）三井住友銀行の有価証券含み損（約8000億円）を資産の含み益（約2兆円）を帳簿上現実化させる目的でわかしお銀行が存続会社となり（旧）三井住友銀行を合併するいわゆる「逆さ合併」を実施した。千代田営業部旧館の建物は関東大震災時の震災復興建築として知られている。

#### 信用協同組合
福徳信用組合
1953年（昭和28年）、東京都に設立される。1955年（昭和30年）には曙信用組合、1968年（昭和43年）には第一信用組合をそれぞれ合併。1974年（昭和49年）、平和相互銀行に合併された。
田辺信用組合
1953年（昭和28年）、大阪市東住吉区に設立。バブル景気の中、急速に業容を拡大させたが、1993年（平成5年）以降、地価下落とともに不良債権が急増し、経営状態が急速に悪化した。1998年（平成8年）8月の大阪府の検査において、実質大幅な債務超過が判明し、預金流出が続いたことから資金繰りの先行きが極めて厳しい状況となり、自主再建を断念。2000年（平成10年）、さくら銀行に事業譲渡した。
西南信用組合
1945年（昭和20年）に設立された東京西南信用組合と1953年（昭和28年）に設立された三善信用組合が合併して発足した西南三善信用組合が母体。新宿区に本店を置いた。1988年（昭和63年）の総栄信用組合を合併後、業容拡大を図ったが、融資先が不動産業に過度に集中したため、バブル崩壊後経営が急速に悪化。1994年（平成6年）には、東京都より決算承認組合と指定され、リストラを推進したが、1996年の東京都の調査で実質的に債務超過と指摘され、自力再建を断念。1998年（平成10年）11月1日、住友銀行に事業譲渡した。

## 子会社・関連会社

### 子会社

#### 金融業等
- SMBCベンチャーキャピタル株式会社 - プライベート・エクイティ投資事業。合弁契約解消に伴い、大和SMBCキャピタル株式会社（旧エヌ・アイ・エフSMBCベンチャーズ株式会社）から分離。
- 株式会社SMBC信託銀行 - 信託銀行業。ソシエテ・ジェネラル信託銀行を2013年に買収し、完全子会社化。2015年11月1日より、リテール部門の営業を「プレスティア」ブランドにより開始している。
- 株式会社SMBCキャピタル・パートナーズ - 企業再生・事業承継等に係る投資事業。2020年2月10日設立。

#### 業務管理・事務受託等
- NCore株式会社
- SMBC GMO Payment株式会社
- SMBCグリーンサービス株式会社
- SMBCコンサルティング株式会社
- SMBC債権回収株式会社
- SMBC信用保証株式会社
- SMBCスタッフサービス株式会社
- SMBC電子債権記録株式会社
- SMBCパーソネルサポート株式会社
- SMBC不動産調査サービス株式会社
- SMBCオペレーションサービス株式会社
- SMBCラーニングサポート株式会社
- SMBCローンビジネス・プランニング株式会社
- 株式会社さくらケーシーエス（旧神戸銀行系システムインテグレーター）
- ジャパン・ペンション・ナビゲーター株式会社
- SMBCバリュークリエーション株式会社
- 株式会社SMBCヒューマン・キャリア

### 関連会社
- PayPay銀行株式会社 - インターネット銀行業。41.1%出資。2014年4月30日付で連結子会社から持分法適用会社に変更。
- 三井住友アセットマネジメント株式会社 - 投資信託の運用や投資子顧問業。27.5%出資
- さくら情報システム株式会社 - 旧「三井銀行」系と旧「太陽銀行」系のシステムインテグレーター。49%出資（残り51%は株式会社オージス総研）
- 大和証券エスエムビーシープリンシパル・インベストメンツ株式会社 - 投資業務・ファンド運営業務
- エー・アイ・キャピタル株式会社 - プライベート・エクイティ・ファンド関連の投資運用・助言業務

### 海外の子会社・関連会社
- 欧州三井住友銀行
- SMBC バンク EU AG
- 三井住友銀行（中国）有限公司
- マニュファクチャラーズ銀行
- ブラジル三井住友銀行
- PT Bank BTPN Tbk
- ロシア三井住友銀行
- マレーシア三井住友銀行
- SMBCキャピタル・マーケット会社
- 英国SMBC日興キャピタル・マーケット会社
- SMBCアビエーション・キャピタル
- SMBCリース・ファイナンス会社
- SMBC Rail Services LLC
- SMBC日興セキュリテーズ・アメリカ会社
- SMBCフィナンシャル・サービス会社
- エスエムビーシー・ケイマン・エルシー・リミテッド
- エス・エフ・ブイ・アイ会社
- SMBCインターナショナル・ファイナンス・エヌ・ブイ
- エスエムビーシー・リーシング・インベストメント・エルエルシー
- エスエムビーシー・キャピタル・パートナーズ・エルエルシー
- SMBCエム・ブイ・アイエス・ピー・シー
- SMBCディー・アイ・ピーリミテッド
- SMBCデリバティブ・プロダクツ・リミテッド
- SMBCキャピタル・インディア
- 三井住友ファイナンス・ダブリン
- さくらファイナンス・アジア

### かつての関連会社
- ソニー銀行株式会社
ソニー（現在のソニーグループ）と三井住友銀行の出資により設立。後にソニーフィナンシャルホールディングス（SFHD）が完全子会社化したため、株式交換の影響によりSMBCはSFHDへ出資する形になっていたが、現在は出資を引き揚げている。
- 大和証券SMBC株式会社（後の大和証券キャピタル・マーケッツ）
旧 大和証券が60%、旧 住友銀行が40%出資して設立した、ホールセール（法人向け）証券会社。2009年（平成21年）末に合弁解消し、大和証券グループの100%子会社化。そして2012年4月1日には、リテール（個人向け）証券会社であった「（2代目）大和証券」に吸収合併され、リテール・ホールセールを一本化した「（3代目）大和証券」が発足した。
- アットローン株式会社 - 銀行系消費者金融業社。2011年4月1日、プロミス（当時）に吸収合併され解散。
- プロミス株式会社 - 2012年4月1日、SMFGの完全子会社化。同年7月1日より、SMBCコンシューマーファイナンスに社名変更。ブランド・サービスネームは引き続き「プロミス」（新ロゴマークに変更）を使用。
- 三井住友カード株式会社（三井住友VISAカード）- SMFG傘下。
- 株式会社セントラルファイナンス - OMCカードに吸収合併され株式会社セディナに改称後、現在はSMBCファイナンスサービス。SMFGカード&クレジット傘下。
- 株式会社クオーク - OMCカードに吸収合併され株式会社セディナに改称後、現在はSMBCファイナンスサービス。SMFGカード&クレジット傘下。
- さくらカード株式会社 - クレジットカード事業。85.2%出資。JCBカードを発行していた。2016年4月1日、セディナに吸収合併され消滅。
- SMBC日興証券株式会社 - 証券業。日興コーディアル証券時代の2009年に買収し、完全子会社とした。2016年10月に、SMFGの完全子会社に移行。
- オリックス・クレジット株式会社 - 消費者金融業。2009年から2012年までオリックスとの共同出資会社であった。
- 株式会社関西みらいフィナンシャルグループ - 金融持株会社。2018年から2021年まで関連会社であった。
  - 株式会社みなと銀行 - 銀行業（旧阪神銀行・旧みどり銀行）。
  - 株式会社関西アーバン銀行 - 銀行業（旧関西銀行・関西さわやか銀行）。近畿大阪銀行と合併し、現在は関西みらい銀行。

## 主要出資先
三井グループと住友グループ以外の企業を記述
運輸
- 相鉄ホールディングス
- 神戸電鉄
- 京阪電気鉄道
- 西日本鉄道
- 西日本旅客鉄道
- ANAホールディングス
- 阪急阪神ホールディングス
- 山陽電気鉄道
- 神姫バス

製造
- 三和ホールディングス
- アシックス
- カシオ計算機
- 凸版印刷
- 東芝テック
- ダイフク
- 岩崎電気
- マキタ
- グローリー
- スタンレー電気
- ブラザー工業
- クボタ
- ソニー
- パナソニック
- 小松製作所
- 小糸製作所
- 倉敷紡績
- キングジム
- 愛知製鋼
- 豊田合成
- 中央発條
- ジェイテクト
- マツダ
- ブリヂストン
- ミズノ
- ハリマ化成グループ

建設・不動産
- ニチハ
- ダイビル
- LIXILグループ
- 熊谷組
- 奥村組
- 前田建設工業

鉄鋼・エネルギー
- 九州電力
- 西部ガス
- 東邦ガス
- 大阪ガス
- 出光興産

化学
- 武田薬品工業
- アステラス製薬
- 大正製薬
- 関西ペイント
- バンドー化学

消費財
- レナウン
- カンロ
- アサヒビール
- 日清製粉グループ本社
- ハウス食品
- 江崎グリコ

商業・サービス・商社
- ながの東急百貨店
- 丸善CHIホールディングス
- ロイヤルホテル
- ダスキン
- ネクシィーズ
- 東海物産
- 伊藤忠商事
- 豊田通商
- 学習研究社
- 株式会社麻生
- 東映
- セブン&アイ・ホールディングス
- 山陽百貨店
- カプコン

マスコミ
- 朝日放送
- 日本テレビ放送網
- 関西テレビ放送
- テレビ朝日
- テレビ大阪
- テレビ東京
- パラマウント・グローバル
- フジテレビジョン
- 讀賣テレビ放送

金融
- 三十三フィナンシャルグループ
- 名古屋銀行
- だいこう証券ビジネス
- 大和証券グループ本社
- ジェーシービー

## 東京ディズニーリゾートとの関係

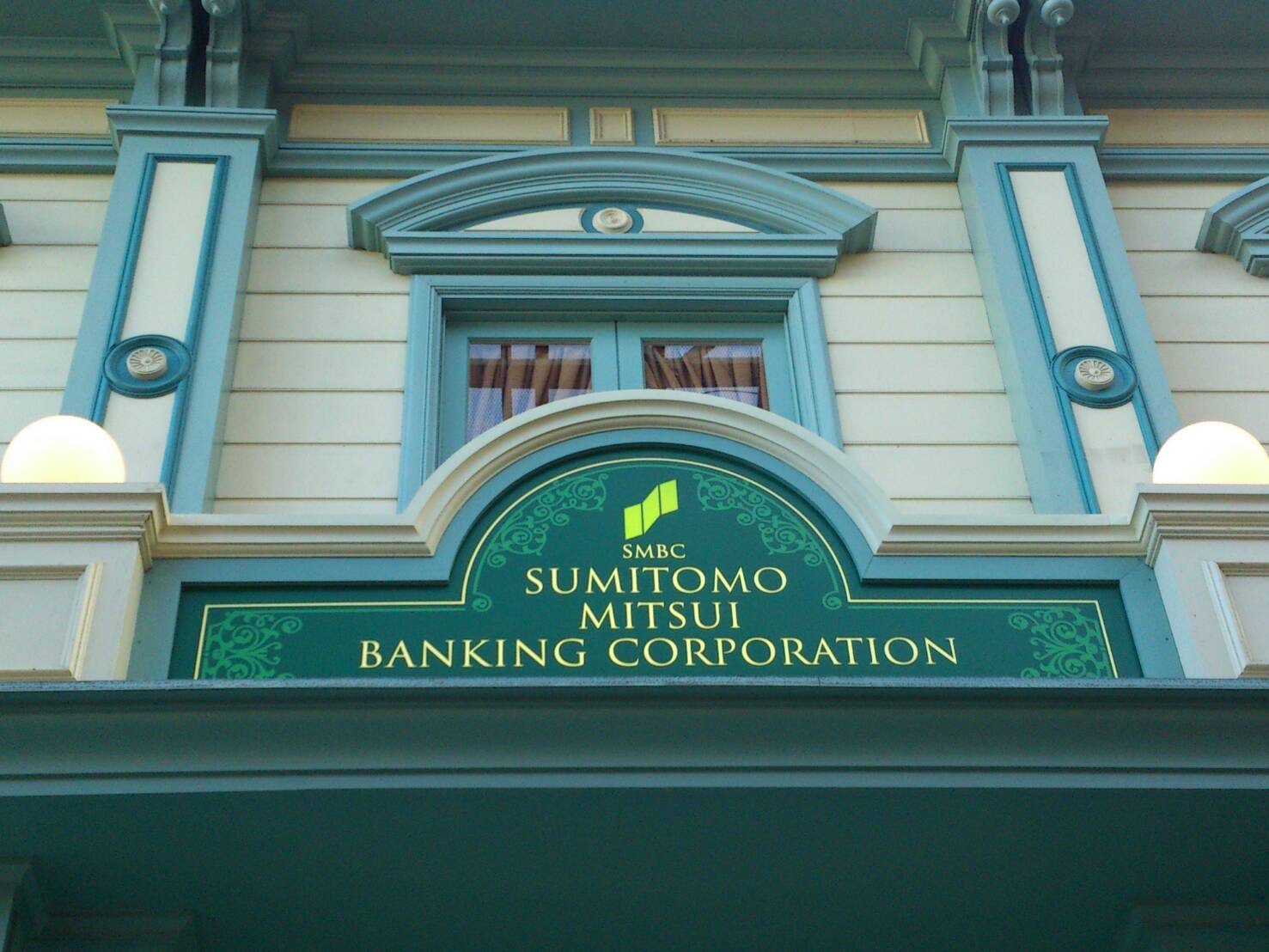
三井住友銀行 ディズニーランド出張所

三井住友銀行は、オリエンタルランドを設立した当時の三井グループに所属していた三井銀行の流れを受け、東京ディズニーランド・東京ディズニーシー内に唯一 出張所を設置している。これは、同じ三井グループに所属する三井不動産が、旧・三和銀行系の鉄道会社である京成電鉄との合弁で東京ディズニーリゾートの運営母体であるオリエンタルランドを設立したことが主な要因とされている。
東京ディズニーシー内にある出張所は「日本橋支店 東京ディズニーシー出張所」という名称の無人ATMコーナーとなっているが、東京ディズニーランド内にある「浦安支店東京ディズニーランド出張所」（店番号593）では会社ロゴ入りの看板が掲示されているほか、三井住友銀行の行員も配置され、通常の窓口業務を行っている。口座開設も可能であり、開園後数年間は顧客も限定されていなかったが、現在は浦安市民や関係者に限られている。また、ディズニーランド出張所では以前、外貨両替の取扱も取り扱っていた。
ディズニーキャラクターは、日本にディズニーランドを誘致する際に三井不動産と同じ財閥系不動産デベロッパーである三菱地所（三菱グループ）も名乗りを上げており、その一環で三井銀行と同じ都市銀行である三菱銀行が1962年に同行のイメージキャラクターとして採用していたため、半世紀以上経過した2019年現在でも、その後身企業である三菱UFJ銀行が引き続き起用している（ちなみに三菱UFJ銀行はオリエンタルランド敷地内（イクスピアリを含む）に支店・ATM共に設置していない）。

## メディア

### CM・広告
現在
- 吉高由里子：2014年10月25日から放送のシリーズ「いくぞ、ミライ。」シリーズに出演。同年11月から、三井住友銀行カードローンCMにも出演。
- 堺雅人：2016年10月25日から放送のシリーズ「まるごと話せる人。」シリーズに出演。
- 稲垣啓太：2021年から「ともに、前へ」篇に出演。
- 岡崎体育：同上。CM曲「深夜高速」も担当。
- 内村光良：2021年から「UPDATE! SMBC」シリーズに出演。

過去
- 家入レオ：2017年より「ヒーロー」が「ひとりひとりが日本代表」でテーマソングで起用。
- 木村佳乃 - 三井住友銀行カードローンのCMに出演
- 多部未華子 - 三井住友銀行カードローン
- 長谷川博己 - 「いくぞ、ミライ。」新規口座編
- 大森南朋 - 「いくぞ、ミライ。」積立編
- 大塚寧々 - 「いくぞ、ミライ。」保険編
- 西田敏行 - 「いくぞ、ミライ。」投資信託編
- 桑田佳祐（サザンオールスターズ） - 2011年度より、同行の企業イメージCM「人は、人と、生きてるんだ。」シリーズにて「月光の聖者達(ミスター・ムーンライト)」を使用、2012年は、「みんなの『はじめよう』から、はじまるんだ。」シリーズにて「幸せのラストダンス」を使用（本人出演バージョンも）を放映。2013年サザンオールスターズに復活後は「栄光の男」「東京VICTORY」を使用。
- いきものがかり 2016年より「翼」が「ひとりひとりが日本代表」イメージソングで起用。2016年の地元の凱旋ライブでは冠スポンサーになった。
- オードリー・ヘプバーン
- 原田知世
- 浅野ゆう子（住友銀行時代）
- 忍者ハットリ君（住友銀行時代） - 1980年代初頭から末期まで忍者ハットリ君の粗品が配られていた。
- くまのバンクー（住友銀行時代）- 佐藤雅彦作のオリジナルキャラクター。テレビCMでは関根勤が声の出演を行っていた。
- パラサ&ディンキーダイノス（さくら銀行時代）- オリジナルの恐竜キャラクター。
- ジュリー・ドレフュス（太陽神戸三井銀行→さくら銀行1990年代初頭）
- 広末涼子（さくら銀行時代 末期）
- ドラえもん - 住友銀行 時代からの流れで、太陽神戸三井銀行・さくら銀行、そして 現在の「三井住友銀行」発足当初までのあいだマスコットキャラクターとして採用されていた。

### テレビ番組
現在
- 土曜プレミアム（フジテレビ系） - 隔週で前後半入れ替え。
- ダウンタウンDX （読売テレビ制作、日本テレビ系） - これまでのアイフルから引き継いだ。
- マツコ会議（日本テレビ系）
- お笑い実力刃（テレビ朝日系） - 後半ナショナルスポンサー。隔週で同業者のアコムも提供している。
- 笑点 特大号（BS日テレ） - 番組の前半か後半に提供。

過去
- アメトーク（テレビ朝日系） - ナショナルスポンサー[注釈 11]。
- 水曜ドラマ （日本テレビ系） - 2018年4月 -、これまでの住友生命から引き継いだ。
- あざとくて何が悪いの?（テレビ朝日系） - 2020年10月 - 2022年3月

### ラジオ番組
現在
- ニッポン放送ショウアップナイター（ニッポン放送及びNRN系列ネットスポンサー）火曜日
- ラジオ時報CM（JFN系列）週末午後 B枠14:00 - 22:00までスポンサー担当（ナレーションは浜崎美保）※2021年4月〜12月・2022年4月〜

過去
- 桑田佳祐のやさしい夜遊び（TOKYO FM）毎週番組のエンディング時と2時間スペシャルでは冠スポンサーを務めていた。
- MY OLYMPIC+（JFN）土曜日 22:30 - 22:55

### その他の協賛事業
- 日本野球機構オフィシャルパートナー[29]
  - 2014年の日本シリーズより、プロ野球・SMBC日本シリーズ特別協賛[30]またこの協賛を機に、NPBオフィシャルパートナー（同機構協賛企業・団体）に2014年10月1日付で就任

## マスコットキャラクター
発足当時の2001年から数年間は、前身の一つであるさくら銀行が採用していた「ドラえもん」をマスコットキャラクターとして採用していた。（住友銀行もさくら銀行が採用する以前にドラえもんをマスコットキャラクターに採用している時期があった）
2014年からは、カワウソを模したミドすけというオリジナルキャラクターが使われている。体は緑色で、首には当行のシンボルマークであるライジングマークに似たスカーフを巻いている。デザインは合田経郎（株式会社ドワーフ）、プランニングは電通。当初は公式LINEアカウントを中心に使用されていたが、後にCM（声: 堂島孝平）やキャッシュカードやデビットカードの券面デザイン、銀行利用者向けグッズとしても使用されるようになった。SMBC日本シリーズでは、ホームランを打った選手が観客席にミドすけのぬいぐるみを投げ込むほか、その選手にもぬいぐるみが贈呈される。
身長66.6 cmで、両親と祖父母もいる。「ひょんなことから人間の世界に棲みついた」という設定。

## 不祥事
- 2006年4月27日、金融庁より銀行法第26条第1項に基づく命令がなされ、法人営業部による金利系デリバティブ商品の販売業務の6ヶ月間停止、法人営業部の1年間新設禁止などの行政処分が下された。2002年から2004年にかけて販売に取り組んだ金利スワップ商品について、私的独占の禁止及び公正取引の確保に関する法律（独占禁止法）第19条（優越的地位の濫用）の規定に違反すると認定されたものによる。
- 2008年11月、386の支店において10360件の預金印鑑届、8の支店において1723件の外国為替勘定元帳を紛失していることが判明したと発表した[34]。
- 大森支店の元副支店長が、2015年11月から2016年6月にかけ、外貨預金取引のシステムを不正操作し、同銀行から約1億9000万円を騙し取ったとして、警視庁に詐欺罪の容疑で逮捕された[35]。
- 2022年10月、銀証ファイアーウォール規制違反事案に関して、金融庁より銀行法第24条の規定に基づき、報告徴収命令が出された[36]。

## ギャラリー
- 日比谷三井ビルディング（旧 三井銀行本店営業部、三井住友銀行旧本店）
- 東京新住友ビルディング（大手町本部ビル）・東京営業部（旧 住友銀行東京本部・東京営業部）[注釈 12]
- 大阪本店営業部（旧 住友銀行本店、設計：長谷部鋭吉）
- 神戸営業部（旧 神戸銀行 ～ 太陽神戸銀行 本店・さくら銀行 関西本部）
- 大阪中央支店（旧三井銀行大阪支店、設計：曽禰達蔵）
- 京都支店